# Чезио
Чѐзио (на италиански: Cesio; на лигурски: Cexi, Чежи) е село и община в Северна Италия, провинция Империя, регион Лигурия. Разположено е на 530 m надморска височина. Населението на общината е 281 души (към 2011 г.).